# Max Fröhlich
Max Fröhlich (* 1908 in Ennenda; † 1997) war ein Schweizer Silber- und Goldschmied, Schmuckdesigner, Kunstpädagoge und Autor. Er prägte mit seinen Arbeiten die Geräte- und Schmuckgestaltung der 1960er- und 1970er-Jahre weit über die Schweiz hinaus.

## Leben und Werk
Max Fröhlich war ein Sohn des Textilfabrikanten Samuel Gerson Fröhlich-Brunnschweiler.
Er studierte sich 1924/1925 an der École des Arts Industriels in Genf. Von 1925 bis 1928 besuchte er die Kunstgewerbeschule Zürich, wo er u. a. von Martin Johann Vermeulen unterrichtet wurde. Zudem besuchte er die Weissenhofsiedlung in Stuttgart, die einen grossen Eindruck auf ihn hinterliess.
Max Fröhlich arbeitete von 1928 bis 1934 als Silberschmied in der Luzerner Edelmetallwerkstätte von Arnold Stockmann (1882–1963) an liturgischen Objekten. Später arbeitete er in der Montageabteilung der Silberschmiede von Wolfers Frères in Brüssel. Wieder in Zürich half er am Aufbau einer Silberabteilung bei Heinrich Eggs in Zürich und kam so erstmals mit Schmuckgestaltung in unmittelbaren Kontakt.
Max Fröhlich war ab 1933 Assistent in der Metallklasse an der Kunstgewerbeschule Zürich. Von 1934 bis 1945 betrieb er seine eigene Werkstatt. Von 1945 bis 1966 leitete Fröhlich die Metallklasse an der Kunstgewerbeschule Zürich. Seine Schüler waren u. a. Johanna Dahm (* 1947), Therese Hilbert und Otto Künzli. Von 1948 bis 1972 war er Vorsteher der Kunstgewerbeschule Zürich.
Max Fröhlich wurde 1964 mit dem Goldenen Ehrenring der Gesellschaft für Goldschmiedekunst ausgezeichnet. 1966 erhielt er den Staatspreis auf der Internationalen Handwerksmesse in München. 1967 erfolgte seine erste Einzelausstellung in der «Galerie Objet» in Zürich. 1968 war er Ehrengast am Internationalen Silberschmuck-Symposium «Jablonec '68» in Jablonec nad Nisou. In Folge des Prager Frühlings flüchtete der dort anwesende Schmuckdesigner Pavel Krbàlek (1928–2015) mit Hilfe der aus Tirol stammenden Schmuckdesignerin Elisabeth Defner (1931–2017) und dem aus Graz stammenden Goldschmied Hefried Kodré (* 1940) in die Schweiz. Fröhlich organisierte, dass die Werke aus «Jablonec ’68» im Kunstgewerbemuseum Zürich gezeigt wurden.
Max Fröhlich war 1969 Gastdozent an der École nationale supérieure des arts décoratifs, sowie Prüfungsexperte für Kunsterzieher am Institute Sainte-Marie in Brüssel. 1974 gab er eine Abhandlung über die Goldschmiedekunst und Bildhauerei von Benvenuto Cellini heraus. 1977 hielt er sich mehrere Monate in Afrika auf. 1979 folgte seine Publikation über die Gelbgiesser im Kameruner Grasland. 
Max Fröhlich gab zudem Vorlesungen und Seminare in Amerika und sass in Wettbewerb-Jurys im In- und Ausland. 1987 gab er einen Meisterkurs am Royal College of Art in London. Seine Werke präsentierte er in zahlreichen Einzel- und Gruppenausstellungen. 1982 erfolgte eine Retrospektive im Museum Bellerive in Zürich.